# Meerdorf
Meerdorf è una località della Germania, frazione (Ortschaft) del comune di Wendeburg, nel land della Bassa Sassonia.

## Storia
Già comune autonomo nel circondario di Braunschweig, fu soppresso e incorporato a Wendeburg il 1º marzo 1974.